# Somena similis
Somena similis är en fjärilsart som beskrevs av Moore 1859. Somena similis ingår i släktet Somena och familjen tofsspinnare. Inga underarter finns listade i Catalogue of Life.